# Mirror Piece
Mirror piece (en español: Obra espejo) es una obra plástica de arte contemporáneo creada en 1965 por Michael Baldwin, miembro del colectivo de artistas conceptuales británicos Art & Language.

## Descripción
Mirror piece es una instalación de dimensiones variables. Está constituido de múltiples espejos de tamaños diferentes cubiertos con placas de vidrio regulares o déformantes, dispuestos sobre bastidores. Esta instalación está acompañada de un protocolo y de carteles con texto.

## Exposiciones
- Galería Bruno Bischofberger,[3] Männedorf, Suiza
- Museu d'Art Contemporani de Barcelona.[4][5][6]
- Castillo de Montsoreau - museo de Arte contemporáneo[7] Montsoreau, Francia.[8][9][10][11]

## Análisis
Esta obra, una de las primeras del colectivo Art & Language, reemplaza la superficie clásica de la tela pintada con espejos. Plantea, entre otros, el tema de la representación así como el papel y la posición del espectador en la obra de arte. El espejo está una superficie pulida que despide los rayos de luz, sin imagen propia, las artistas dicen de este gesto: 
"Lo que nos interesaba en los espejos está el hecho que un espejo produzca un imagen perfectamente "transparente"... pero eso no significa que no pudieran tener consciencia, tan difícil que sea, de la superficie del espejo a sí misma" (Michael Baldwin)
El espejo se encuentra en sustitución de lo que podría ser una pintura, así el espectador se ve mirando una obra y la práctica reciente de las selfies ha ampliamente contribuido a la popularidad de esta Mirror Piece.